# Biechów (powiat buski)
Biechów – wieś w Polsce położona w województwie świętokrzyskim, w powiecie buskim, w gminie Pacanów.
Do 1954 roku siedziba gminy Wojcza. W latach 1975–1998 miejscowość należała administracyjnie do województwa kieleckiego.

## Części wsi
| SIMC    | Nazwa         | Rodzaj     |
| ------- | ------------- | ---------- |
| 0258187 | Biechów Dolny | przysiółek |
| 0258193 | Biechów Duży  | część wsi  |
| 0258201 | Kołowrocie    | część wsi  |
| 0258224 | Podkulczyce   | część wsi  |
| 0258218 | Pod Olszyną   | część wsi  |
| 0258230 | Pólko         | część wsi  |
| 0258247 | Ukop          | przysiółek |

## Historia
Wieś datowana w wieku XIV
W wieku XIX Biechów była  wsią w powiecie stopnickim gmina Wojcza, parafii Biechów, leży na drodze z Korczyna do
Pacanowa. Posiada kościół paraf. drewniany,założony 1315 r., i szkołę gminną. Biechowska Wola leży śród błot w pobliżu Biechowa i Pacanowa.
W wieku XV Jan z Rytwian wojewoda krakowski posiada dwie części wsi a Mikołaj Biechowski herbu Powała trzecią. Rytwiański ma 20 łanów 14 zagrodników, 2 młyny, 5 karczem, folwark, Biechowski  6 łanów, 20 zagrodników młyn i dwie karczmy. Łany kmiece, karczmy i zagrodnicy dawały dziesięcinę, wartości do 20 grzywien kościołowi w Zborowie, folwarki zaś do Miechowa. (Długosz L.B. t.II s.453).
Podług spisu z roku  1827 było w Biechowie 89 domów i 551 mieszkańców.
Parafia Biechów dekanatu stopnickiego w drugiej połowie XIX w. liczyła 2534 wiernych. 

## Zabytki
- Przy drodze z Biechowa  do Wójczy pozostały ruiny pałacu Biechowskich.